# Enginyeria de seguretat

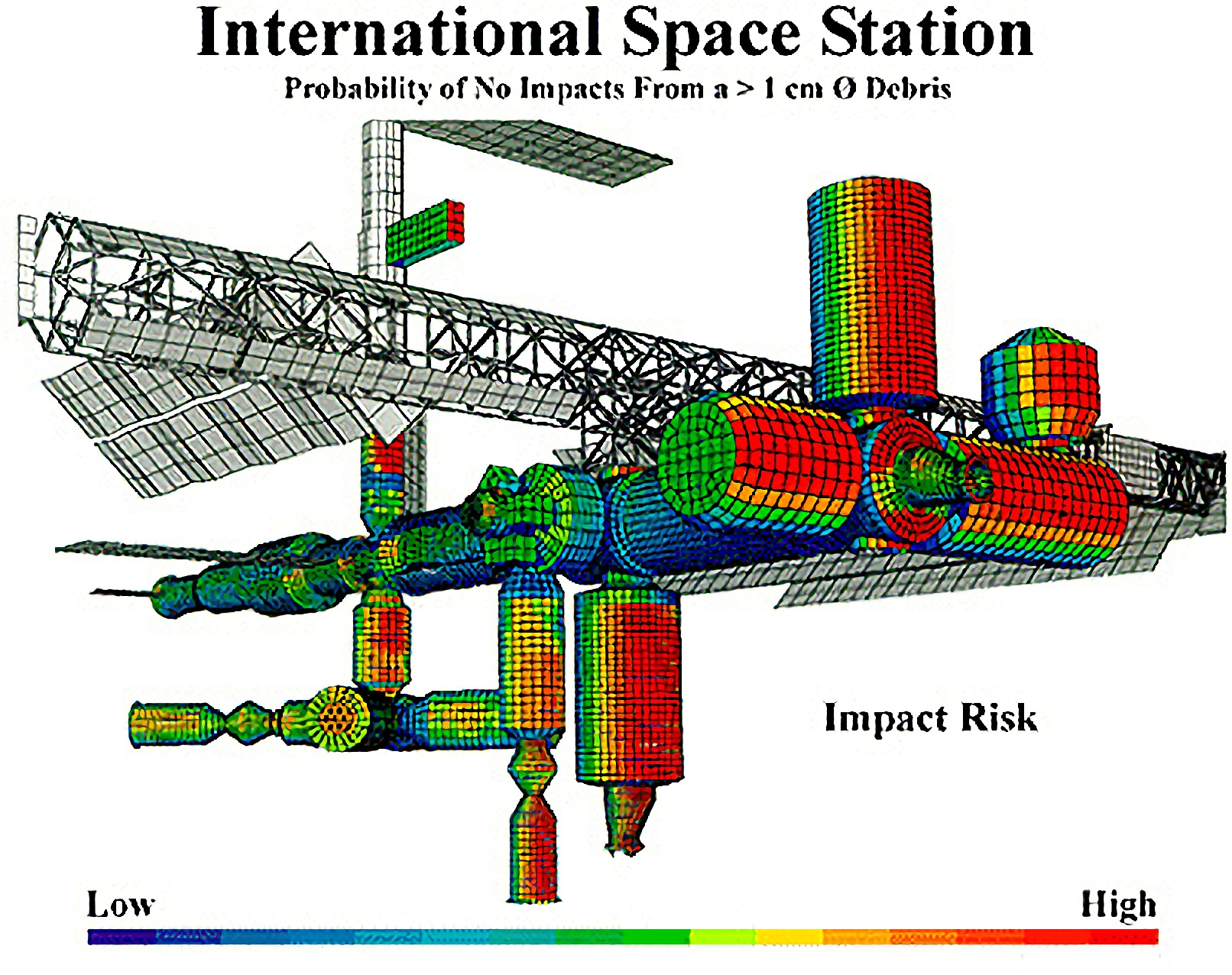
Il·lustració de la NASA que mostra les zones d'alt risc d'impacte per a l'Estació Espacial Internacional

L'enginyeria de seguretat és una disciplina d'enginyeria que garanteix que els sistemes dissenyats proporcionin nivells de seguretat acceptables. Està fortament relacionada amb l'enginyeria industrial/enginyeria de sistemes i el subconjunt de l'enginyeria de seguretat de sistemes. L'enginyeria de seguretat garanteix que un sistema crític per a la vida es comporti segons calgui, fins i tot quan fallen els components.

## Tècniques d'anàlisi
Les tècniques d'anàlisi es poden dividir en dues categories: mètodes qualitatius i quantitatius. Ambdós enfocaments comparteixen l'objectiu de trobar dependències causals entre un perill a nivell de sistema i les fallades de components individuals. Els enfocaments qualitatius se centren en la pregunta "Què ha d'anar malament perquè es produeixi un perill del sistema?", mentre que els mètodes quantitatius tenen com a objectiu proporcionar estimacions sobre probabilitats, taxes i/o gravetat de les conseqüències.
La complexitat dels sistemes tècnics, com ara les millores de disseny i materials, les inspeccions planificades, el disseny infal·lible i la redundància de còpia de seguretat, redueix el risc i augmenta el cost. El risc es pot reduir als nivells ALARA (tan baix com sigui raonablement assolible) o ALAPA (tan baix com sigui pràcticament assolible).
Tradicionalment, les tècniques d'anàlisi de seguretat es basen únicament en l'habilitat i l'experiència de l'enginyer de seguretat. En l'última dècada, els enfocaments basats en models, com ara l'STPA (Systems Theoretic Process Analysis - Anàlisi Teòrica de Processos de Sistemes), han adquirit importància. A diferència dels mètodes tradicionals, les tècniques basades en models intenten derivar relacions entre causes i conseqüències a partir d'algun tipus de model del sistema.

### Mètodes tradicionals per a l'anàlisi de seguretat
Les dues tècniques de modelització de fallades més comunes s'anomenen anàlisi de modes i efectes de fallada (FMEA) i anàlisi d'arbre de fallades (FTA). Aquestes tècniques són simplement maneres de trobar problemes i de fer plans per afrontar les fallades, com en l'avaluació probabilística de riscos. Un dels primers estudis complets que utilitzava aquesta tècnica en una central nuclear comercial va ser l'estudi WASH-1400, també conegut com a Estudi de Seguretat del Reactor o Informe Rasmussen.

#### Anàlisi dels modes de fallada i dels seus efectes
L'anàlisi de modes de fallada i efectes (FMEA) és un mètode analític inductiu ascendent que es pot realitzar tant a nivell funcional com a nivell de peça a peça. Per a l'FMEA funcional, els modes de fallada s'identifiquen per a cada funció d'un sistema o equip, generalment amb l'ajuda d'un diagrama de blocs funcional. Per a l'FMEA peça a peça, els modes de fallada s'identifiquen per a cada component peça a peça (com ara una vàlvula, un connector, una resistència o un díode). Es descriuen els efectes del mode de fallada i se'ls assigna una probabilitat basada en la taxa de fallada i la relació de modes de fallada de la funció o component. Aquesta quantificació és difícil per al programari: existeix un error o no, i els models de fallada utilitzats per als components de maquinari no s'apliquen. La temperatura, l'edat i la variabilitat de fabricació afecten una resistència; no afecten el programari.
Els modes de fallada amb efectes idèntics es poden combinar i resumir en un Resum d'Efectes de Modes de Fallada. Quan es combina amb l'anàlisi de criticalitat, l'AMFE es coneix com a Anàlisi de Modes de Fallada, Efectes i Criticalitat o AMFE.

#### Anàlisi d'arbre de fallades
L'anàlisi d'arbre de fallades (FTA) és un mètode analític deductiu de dalt a baix. En FTA, els esdeveniments primaris iniciadors, com ara fallades de components, errors humans i esdeveniments externs, es rastregen a través de portes lògiques booleanes fins a un esdeveniment principal no desitjat, com ara un accident d'avió o la fusió del nucli d'un reactor nuclear. La intenció és identificar maneres de fer que els esdeveniments principals siguin menys probables i verificar que s'han assolit els objectius de seguretat.

Un diagrama d'arbre de fallades

Els arbres de falla són una inversa lògica dels arbres d'èxit i es poden obtenir aplicant el teorema de de Morgan als arbres d'èxit (que estan directament relacionats amb els diagrames de blocs de fiabilitat).
L'anàlisi de talls de falles (FTA) pot ser qualitativa o quantitativa. Quan es desconeixen les probabilitats de fallada i esdeveniment, es poden analitzar arbres de fallades qualitatives per a conjunts de talls mínims. Per exemple, si qualsevol conjunt de talls mínims conté un únic esdeveniment base, l'esdeveniment superior pot ser causat per una sola fallada. L'FTA quantitatiu s'utilitza per calcular la probabilitat d'esdeveniments superiors i normalment requereix programari informàtic com ara CAFTA de l'Electric Power Research Institute o SAPHIRE del Laboratori Nacional d'Idaho.

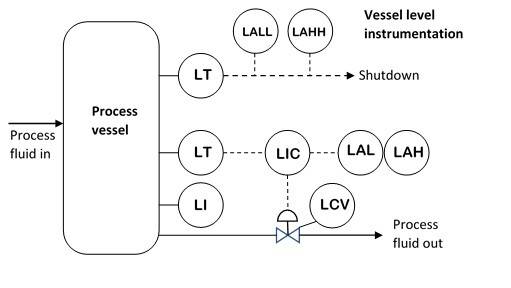
Instrumentació a nivell de vaixell

Algunes indústries utilitzen tant arbres de fallades com arbres d'esdeveniments. Un arbre d'esdeveniments comença des d'un iniciador no desitjat (pèrdua de subministrament crític, fallada d'un component, etc.) i segueix possibles esdeveniments posteriors del sistema fins a una sèrie de conseqüències finals. A mesura que es considera cada nou esdeveniment, s'afegeix un nou node a l'arbre amb una divisió de probabilitats de prendre qualsevol de les branques. Aleshores es poden veure les probabilitats d'una sèrie d'"esdeveniments principals" derivats de l'esdeveniment inicial.
| Taula d'Anàlisi de Seguretat (SAT) recipients a pressió | Taula d'Anàlisi de Seguretat (SAT) recipients a pressió | Taula d'Anàlisi de Seguretat (SAT) recipients a pressió |
| Esdeveniment no desitjat                                | Causa | Condició anormal detectable                             |
| ------------------------------------------------------- | --- | ------------------------------------------------------- |
| Sobrepressió                                            | Presa de corrent bloquejada o restringida L'entrada supera la sortida Gas en suspensió (des de l'aigües amunt) Fallada del control de pressió Expansió tèrmica Entrada excessiva de calor | Alta pressió                                            |
| Desbordament de líquid                                  | L'entrada supera la sortida Flux de llimacs líquids Sortida de líquid bloquejada o restringida Fallada de control de nivell                                                               | Nivell alt de líquid                                    |

La següent etapa de l'anàlisi relaciona tots els dispositius de detecció, les vàlvules de tancament (ESV), els sistemes de disparament i els sistemes de suport d'emergència en forma d'un gràfic d'avaluació de la funció d'anàlisi de seguretat (SAFE).
| Gràfic d'avaluació de la funció d'anàlisi de seguretat (SAFE) | Gràfic d'avaluació de la funció d'anàlisi de seguretat (SAFE) | Gràfic d'avaluació de la funció d'anàlisi de seguretat (SAFE) | Gràfic d'avaluació de la funció d'anàlisi de seguretat (SAFE) | Tanca la vàlvula d'entrada |
| Gràfic d'avaluació de la funció d'anàlisi de seguretat (SAFE) | Gràfic d'avaluació de la funció d'anàlisi de seguretat (SAFE) | Gràfic d'avaluació de la funció d'anàlisi de seguretat (SAFE) | Gràfic d'avaluació de la funció d'anàlisi de seguretat (SAFE) | ESV-1a                     |
| Identificació                                                 | Servei                                                        | Dispositiu                                                    | Referència SAC                                                |                            |
| V-1                                                           | Separador HP                                                  | PSH                                                           | A4.2a1                                                        | X                          |
| V-1                                                           | Separador HP                                                  | LSH                                                           | A4.2d1                                                        | X                          |
| V-1                                                           | Separador HP                                                  | LSL                                                           | A4.2e1                                                        |                            |
| V-1                                                           | Separador HP                                                  | PSV                                                           | A4.2c1                                                        |                            |
| V-1                                                           | Separador HP                                                  | etc.                                                          |                                                               |                            |
| V-2                                                           | Separador de LP                                               | etc.                                                          |                                                               |                            |

## Certificació de seguretat
Normalment, les directrius de seguretat prescriuen un conjunt de passos, documents a lliurar i criteris de sortida centrats en la planificació, l'anàlisi i el disseny, la implementació, la verificació i la validació, la gestió de la configuració i les activitats de garantia de qualitat per al desenvolupament d'un sistema crític per a la seguretat. A més, normalment formulen expectatives pel que fa a la creació i l'ús de la traçabilitat en el projecte. Per exemple, depenent del nivell de criticalitat d'un requisit, la directriu DO-178B/C de l'Administració Federal d'Aviació dels Estats Units requereix la traçabilitat des dels requisits fins al disseny, i des dels requisits fins al codi font i el codi objecte executable per als components de programari d'un sistema. D'aquesta manera, una informació de traçabilitat de més qualitat pot simplificar el procés de certificació i ajudar a establir confiança en la maduresa del procés de desenvolupament aplicat.